# Leon Bornus
Leon Bornus, ps. Hieronim Barcicki, Boryna, Klucznik (ur. 30 czerwca 1912 w Rożdżałowie, zm. 26 września 2010 w Puławach) – profesor doktor habilitowany, polski wojskowy, pułkownik, komendant obwodu Chełm Okręgu Lublin Batalionów Chłopskich oraz obwodu Chełm Okręgu Lublin Armii Krajowej, pszczelarz, wieloletni kierownik puławskiego Oddziału Pszczelnictwa Instytutu Sadownictwa i Kwiaciarstwa im. Szczepana Pieniążka.

## Życiorys
Urodził się jako syn Stanisława Bornusa i Agnieszki z domu Wójtiuk. Przed wybuchem II wojny światowej uzyskał niepełne wykształcenie wyższe. Był elewem szkoły podchorążych i po jej ukończeniu jako prymus w roczniku 1935 uzyskał stopień podporucznika z dniem 1 stycznia 1937.
Brał udział w kampanii wrześniowej w szeregach batalionu marszowego 34 pułku piechoty, broniąc Twierdzy Brzeskiej. Był adiutantem dowódcy II batalionu kapitana Stommy. Został awansowany w dniu 1 października 1939 do stopnia porucznika przez podpułkownika Alojzego Horaka. Jako podoficer dostał się do radzieckiej niewoli, z której zbiegł. Powrócił do rodzinnej wsi, gdzie nauczał w miejscowej szkole. W 1940 rozpoczął działalność podziemną, organizując ruch ludowy w powiecie chełmskim. Należał do SL „Roch”. Z początkiem 1943 został komendantem obwodu Chełm Batalionów Chłopskich, zastępując na tym stanowisku Jana Nowosada. W sierpniu 1943, po scaleniu BCh z AK, został komendantem tej ostatniej organizacji w obwodzie Chełm i pełnił tę funkcję do jesieni 1944. Został awansowany do stopnia majora rozkazem Komendy Głównej BCh nr 5 z dnia 30 maja 1944.
W 1946 dokończył studia na KUL. Przez dwa lata był pracownikiem naukowym tego Uniwersytetu uzyskując w 1948 tytuł naukowy doktora. W 1947 podjął prace badawcze w Instytucie Pszczelarstwa w Lublinie, które prowadził do 1984. W latach czterdziestych XX wieku był nękany przez UB. W 1951 rozpoczął pracę w puławskim oddziale Instytutu Sadownictwa i Kwiaciarstwa im. Szczepana Pieniążka. W 1966 został jego kierownikiem. W 1984 przeszedł na emeryturę.
Współorganizował Stowarzyszenia byłych Żołnierzy Batalionów Chłopskich, był wiceprzewodniczącym Federacji w Warszawie.
Decyzją ministra obrony narodowej z dnia 6 kwietnia 1999 został mianowany na stopień pułkownika.
Został pochowany 30 września 2010 na cmentarzu parafialnym parafii św. Józefa w Puławach.

## Dorobek naukowy
Uzyskane tytuły i stopnie zawodowe i naukowe:
- magister (1946)
- doktor (1948)
- doktor habilitowany (1958)
- profesor nadzwyczajny (tyt.) (1964)
- profesor zwyczajny (tyt.) (1974)

Wypromował 5 doktorów, przygotował 19 ekspertyz habilitacyjnych, 13 ocen na tytuł profesorski oraz 21 ekspertyz sądowych i wydawniczych.
Wydał 93 prace naukowe, z czego 31 za granicą, 23 książkowe, 122 artykuły popularnonaukowe. Spośród ważniejszych książek można wymienić m.in.:
- Hodowla pszczół
- ABC mistrza pszczelarstwa
- Zakładanie i obsługa pasieki
- Encyklopedia pszczelarska

Należał do krajowych i zagranicznych organizacji naukowych:
- International Bee Research Association (Wielka Brytania, 1963–1978)
- PTP im. Kopernika (Puławy, prezes 1972–1976)
- Apimondia (Rzym, 1958–1996, od 1985 członek honorowy)
- Komitet Nauk Ogrodniczych PAN (od 1972, od 1991 członek honorowy)
- Pszczelnicze Towarzystwo Naukowe (1983–1996, założyciel, prezes i członek honorowy)

Był wiceprezesem Światowego Kongresu Pszczelarstwa w 1987 w Warszawie. W latach 1959–1984 współorganizował liczne konferencje pszczelarskie.
Był członkiem rad naukowych:
- Instytutu Sadownictwa i Kwiaciarstwa im. Szczepana Pieniążka
- Wydziału Nauk o Zwierzętach Szkoły Głównej Gospodarstwa Wiejskiego w Warszawie
- Centralnego Ośrodka Badawczo-Rozwojowego Opakowań
- Centrum apiterapii we wsi Kamianna
- APIS w Lublinie
- CSOP w Warszawie (1960–1990)

## Ordery i odznaczenia
13 krzyży i 31 orderów, w tym:
- Krzyż Komandorski z Gwiazdą Orderu Odrodzenia Polski[2]
- Krzyż Komandorski Orderu Odrodzenia Polski[3]
- Krzyż Kawalerski Orderu Odrodzenia Polski[3]
- Krzyż Walecznych
- Złoty Krzyż Zasługi z Mieczami (dwukrotnie)[3]
- Srebrny Krzyż Zasługi[3]
- Krzyż Armii Krajowej
- Krzyż Batalionów Chłopskich
- Zasłużony Działacz Kultury[3]